# Jianhua Auto Refit Works
Jianhua Auto Refit Works war ein Hersteller von Automobilen aus der Volksrepublik China.

## Unternehmensgeschichte
Das Unternehmen aus Wangcheng in der Stadt Changsha begann 1989 mit der Produktion von Automobilen. Der Markenname lautete Jianhua. In den 2000er Jahren endete die Produktion.

## Fahrzeuge
Im Angebot standen offene und geschlossene Fahrzeuge mit klassischem Aussehen. Die Basis bildete ein Fahrgestell von Beijing Automobile Works. In vielen Fällen trieb ein Vierzylindermotor von Beijing mit 2445 cm³ Hubraum die Fahrzeuge an.